# Ermita de Santa Quiteria (Alhama de Aragón)
La ermita de Santa Quiteria esta ubicada entre los términos de Alhama de Aragón y Bubierca, se encuentra ubicada al final y en lo alto del valle de Valdelloso, donde transcurre el Río Monegrillo, con su desembocadura en la vega de Alhama de Aragón, los vecinos Alhameños acuden a su romería el día 22 de mayo, es la patrona de dicho municipio.

## Tradición y celebración
La celebración a la romería data aproximadamente de mitad del siglo XVI, una de las tradiciones más antiguas de la zona, la celebración empieza para los Alhameños el día 21 donde hay diferentes festejos en el municipio, como dar la vuelta al pueblo con los "varantes" o el reparto de dulces y moscatel en la plaza municipal acompañados por una orquesta. El día 22 se hace romería a la ermita con diferentes actos, dado que es un día muy especial y muy devoto para los Alhameños, al finalizar la romeria se hace la tradicional bajada al pueblo a ritmo de la charanga y ondeado el pendón de la santa por el municipio continuando la fiesta. El día 23 por la mañana se realiza el sorteo de "varas" donde se elige a los próximos "varantes", el día continúa con la celebración de diferentes festejos acompañados todos por la charanga y los nuevos "varantes". 
Tradicionalmente los Bubiercanos suben a la ermita el último fin de semana de mayo, donde luego se celebra la festividad en el pueblo con cenas en la plaza del pueblo y alegría.
- Datos: Q48090625